# Prix Sofia-Kovalevskaïa
Pour les articles homonymes, voir Kovalevski.
Le prix Sofia-Kovalevskaïa (en allemand Sofja Kovalevskaja-Preis) est une distinction scientifique décernée tous les deux ans depuis 2002 par la Fondation Alexander von Humboldt, en Allemagne. Ce prix est décerné à de jeunes chercheurs de très haut niveau de tout le monde et de toutes les disciplines pour poursuivre leurs recherches par la formation et la direction d'une équipe de recherche dans une université allemande.
Un prix homonyme, le prix Kovalevskaïa, est destiné à distinguer et à promouvoir la recherche scientifique chez les femmes spécialisées dans les sciences dans les pays en développement : au Vietnam, au Pérou, au Mexique, à Cuba, en Afrique du Sud.

## Histoire
Ce prix est nommé en l'honneur de Sofia Kovalevskaïa (1850-1891), première mathématicienne russe, qui a apporté d'importantes contributions à l'analyse mathématique, les équations différentielles et la mécanique, et première femme nommée professeur dans le Nord de l'Europe. La fondation encourage les candidatures provenant de toutes les régions de l'académie, à condition pour les candidats d'avoir reçu son doctorat dans les six dernières années et de pouvoir être classés de « haut vol » par leurs publications et leur l'expérience en fonction de l'âge.
Les prix peuvent aller jusqu'à 1,6 million d'euros chacun. Des fonds sont accordés pour construire et diriger une équipe de chercheurs pour une période de cinq ans au sein d'un établissement d'accueil  allemand. Le prix est l'une des trois récompenses les plus prestigieuses en Allemagne, avec la Chaire Alexander von Humboldt et le Prix Gottfried Wilhelm Leibniz, et il est conçu pour favoriser à long terme des connexions entre l'Allemagne et de jeunes talents de classe mondiale.

## Lauréats

### 2002
Les lauréats 2002 sont :
- Tiziana Boffa Ballaran, Italie, Chimie et Physique des Minéraux
- Anne Bouloumié, France, Physiologie
- Luc Bovens, Etats-Unis/Belgique, Philosophie des sciences
- Stéphane Charlot, France, Astrophysique
- Volker Deckert, Suisse, Spectroscopie
- Paolo D'Iorio, France/Italie, Histoire de la Philosophie
- Oliver Eickelberg (de), Allemagne, Pneumologie
- Michael Feiginov, Russie, Electrotechnique
- Michael Gotthardt, Allemagne, Biochimie
- Stefan Hecht (de), Allemagne, Chimie organique
- Daniel Hofstetter, Suisse, Laser et Optoélectronique
- Judith Klein-Seetharaman,  Allemagne, Chimie et Biophysique
- Manuel Koch, Suisse, Génétique moléculaire
- Yuriy Makhlin, Russie, Physique du solide
- Matilde Marcolli, Italie, mathématiques
- Krzysztof Oplustil, Pologne, droit européen
- Kawon Oum, Corée, Chimie
- Jane Elizabeth Parker, Grande-Bretagne, Génétique moléculaire
- Maxim Polyakov, Russie, Physique théorique
- Alexander Pukhov, Russie, Physique théorique
- Tina Romeis, Grande-Bretagne, physiologie embryophytaire
- Luis Santos, Espagne, Physique du solide théorique
- Jochen M. Schneider (de), Suède/Allemagne, Matériaux
- Joachim Schultze (de), Allemagne, Immunologie
- Eva Stoger, Grande-Bretagne/Allemagne, Biologie moléculaire
- Greg J. Stuart, Australie, Neurophysiologie
- Gleb Sukhorukov, Russie, Physique des Matériaux
- Grigori Vajenine, USA/Russie, Chimie du solide
- Zhong Zhang, Chine, Science des matériaux

### 2004
Les lauréats 2004 sont :
- Lucas Brunsveld, Pays-Bas, Biologie chimique
- Yanbei Chen, Chine, Astrophysique
- Ferdinando Cicalese, Italie, Informatique
- Michal Czakon, Pologne, Physique des particules
- Mark Depauw, Belgique, égyptologie
- Brian Hare, USA, anthropobiologie
- Jian-Wei Pan, Chine, physique de l'atome
- Tricia Striano, USA, Psychologie
- Doris Y. Tsao, Chine, Neurologie
- Eckhard von Törne, Allemagne, Physique des particules
- Martin Wilmking (de), Allemagne, Biologie et Écologie du paysage

### 2006
Les lauréats 2006 sont :
- Jens Bredenbeck, Allemagne, Spectroscopie
- Jure Demsar, Slovénie, Physique du solide
- Felix Engel, Allemagne, biologie cellulaire
- Natalia Filatkina (de), Russie, germaniste
- Olga Holtz, Russie, mathématiques
- Reinhard Kienberger, Autriche, Optique quantique
- Marga Cornelia Lensen, Pays-Bas, Chimie macromoléculaire
- Martin Lövden, Suède, psychologie du développement
- Thomas Misgeld, Allemagne, Neurologie
- Benjamin Schlein, Suisse, Physique mathématique
- Taolei Sun, Chin, Biochimie médicinale

### 2008
Les lauréats 2008 sont :
- Cinzia Casiraghi, Italie, Physique
- Karl Sebastian Lang, Autriche, Médecine
- Esther Lutgens, Pays-Bas, Médecine
- Nathan MacDonald, Grande-Bretagne, Théologie
- Daniele Oriti, Italie, Physique théorique
- Jan-Erik Siemens, Allemagne, Neurophysiologie
- Mirka Uhlirova, République tchèque, Génétique moléculaire
- Aleksi Vuorinen, Finlande, Physique théorique

### 2010
Les lauréats 2010 sont :
- Isabel Bäurle, Allemagne, génétique embryophytaire
- Lapo Bogani, Italie, Physique du solide
- Camin Dean, USA, Neurobiologie
- Christian Doeller
- Brandon Dotson, USA, Tibetologie
- Gustavo Fernandez Huertas, Espagne, Chimie organique
- Jörn Fischer, Allemagne, écologie
- Christiana Fountoulakis Mäsch,
- Jörg Fröbisch, Allemagne, Paléozoologie
- Joseph Hennawi, USA, Astronomie
- Shigeyoshi Inoue, Japon, Chimie anorganique
- Eike Kiltz, Allemagne, mathématiques et informatique théorique
- Philipp Alexander Lang, Autriche, Hépatologie
- Pierpaolo Mastrolia, Italie, Physique théorique
- Andreas Möglich, Allemagne, Optogénétique
- Simone Pika, Allemagne, Ethologie et Psychologie
- Roberto Rinaldi, Brésil, Technologie organo-chimique
- Dmitry Volodkin, Russie, Biotechnologie

### 2012
Les lauréats 2012 sont :
- Pavel Buividovich, Russie, Physique théorique
- Dmitry A. Fedosov, Russie, Biophysique
- Tanja Gaich, Autriche, Chimie organique
- Kerstin Kaufmann, Allemagne, biologie
- Liu Na (de), Chine, Physique
- Veronika Lukacs-Kornek, Hongrie, Hépatologie
- Ulf A. Orom, Danemark, biologie moléculaire
- Miriam Ronzoni, Italie, Sciences politiques
- Patricia Schady, Grande-Bretagne, Astrophysique
- Richard Stancliffe, Grande-Bretagne, Physique des étoiles
- Athanasios Typas, Grèce, génétique microbienne
- Samuel Wagner, Allemagne, Microbiologie
- Nils B. Weidmann, Allemagne, Politologie
- Yan Yu, Chin, Electrochimie

### 2014
Les lauréats 2014 sont :
- Kamal Asadi, Iran, Electrotechnique
- Gregory Brennecka, USA , cosmochimie
- Elizabeta Briski, Croatie, écologie
- Pierangelo Buongiorno, Italie, Histoire du droit
- Jason Dexter, USA, Astrophysique
- Katja Dörschner-Boyaci, Allemagne, Psychologie
- Roland Donninger, Autriche, Mathématiques
- Fernando Febres Cordero, Venezuela , Physique des particules
- Helen May-Simera, Grande-Bretagne, biologie cellulaire
- Christian Straßer, Allemagne, Logique formelle
- Alexander Tsirlin, Russie, Physique du solide

### 2015
Les lauréats 2015 sont :
- Rikkert Frederix, Pays-Bas, Physique des particules élémentaires
- Mikhail Kudryashev, Russie, Biophysique/Neurobiologie
- Karin Lind, Suède, Astronomie
- Ioan M. Pop, Roumanie, Physique du solide
- Clara Saraceno, Argentine, physique du Laser
- Zhuang Xiaoying, Chine, Mécanique/sciences de l'ingénieur

### 2016
Les lauréats 2016 sont, :
- Mazhar Ali, Etats-Unis, Physique de l'état solide
- Michal P. Heller, Pologne/Canada, Physique quantique
- Francesco Neri, Italie, Molecular Genetics
- Faith Osier, Kenya, Microbiologie médicale
- William Shepherd, Etats-Unis/Danemark, Physique des particules élémentaires
- Safa Shoai, Iran/Australie, Photovoltaique Organique

### 2017
Les lauréats 2017 sont :
- Ufuk Günesdogan
- Enrique Jiménez
- Laura Leal-Taixé
- David J. E. Marsh
- Anna Martius
- Matteo Smerlak

### 2018
Les lauréats 2018 sont :
- Aydan Bulut-Karslioglu
- Kenji Fukushima
- Milica Gašić
- Hitoshi Omor
- Paola Pinilla
- Fritz Renner